# Мидзумото, Хироки
Хироки Мидзумото (яп. 水本 裕貴 Мидзумото Хироки, 12 сентября 1985 года, Миэ) — японский футболист, защитник.

## Карьера
На протяжении своей футбольной карьеры выступал за клубы «ДЖЕФ Юнайтед Итихара Тиба», «Гамба Осака», «Киото Санга», «Санфречче Хиросима».

## Национальная сборная
С 2006 по 2015 год сыграл за национальную сборную Японии 7 матчей.

## Статистика за сборную
| Сборная Японии | Сборная Японии | Сборная Японии |
| Год            | Матчи          | Голы           |
| -------------- | -------------- | -------------- |
| 2006           | 2              | 0              |
| 2007           | 0              | 0              |
| 2008           | 1              | 0              |
| 2009           | 0              | 0              |
| 2010           | 0              | 0              |
| 2011           | 0              | 0              |
| 2012           | 2              | 0              |
| 2013           | 0              | 0              |
| 2014           | 1              | 0              |
| 2015           | 1              | 0              |
| Итого          | 7              | 0              |

## Достижения

### Командные
«ДЖЕФ Юнайтед Итихара Тиба»
- Обладатель Кубка Джей-лиги (2): 2005, 2006

«Санфречче Хиросима»
- Чемпион Джей-лиги (3): 2012, 2013, 2015
- Обладатель Суперкубка Японии (3): 2013, 2014, 2016

### Индивидуальные
- Включён в сборную Джей-лиги: 2012